# Jean-Paul Lippi
Pour les articles homonymes, voir Lippi.
Jean-Paul Lippi (né à Marseille en 1961) est un juriste et essayiste français.

## Biographie
Spécialiste de l'œuvre de Julius Evola, Jean-Paul Lippi lui consacre une thèse en droit intitulée: « Politique et tradition dans la pensée de Julius Evola », sous la direction d'André Cerati à la faculté de droit d'Aix-en-Provence. Il est aussi diplômé de l'Institut d'études politiques d'Aix-en-Provence[Quand ?] et docteur en philosophie (2002).
En 1998, Arnaud Guyot-Jeannin le range dans la mouvance de la Nouvelle Droite. En 1999, il signe pour s'opposer à la guerre en Serbie la pétition « Les Européens veulent la paix », initiée par le collectif Non à la guerre.
Ses travaux s'inscrivent dans la lignée des études sur les courants et les penseurs traditionnels. Dans son Julius Evola, métaphysicien et penseur politique, Lippi privilégie une approche de type structurale
Parallèlement à ses recherches, Jean-Paul Lippi collabore à plusieurs revues, contribue à des collectifs et il intervient dans la plupart des événements portant sur Evola comme le colloque « Julius EVOLA 1898-1998 : Éveil, destin 
et expériences de terres spirituelles » présidé par Olivier Dard où il présentait une communication intitulée: « Doctrine d'éveil et de réalisation, Bouddhisme, Tantrisme et Taoïsme chez Julius Evola »

## Ouvrages
- Julius Evola, métaphysicien et penseur politique. Essai d'analyse structurale, Lausanne-Paris, L'Âge d'homme, « Les dossiers H », 1998.  (ISBN 2-8251-1125-2)
- Evola, Puiseaux, Pardès, « Qui suis-je ? », 1999.  (ISBN 2-86714-183-4)